# Poul Steenstrup
Poul Steenstrup, född 10 december 1772 på godset Kjeldkær nära Vejle i Danmark, död 9 oktober 1864 i Kongsberg i Norge, var en norsk bergmästare. 
Poul Steenstrup var son till den danske godsägaren Hans Severin Steenstrup (1737–1805) och Charlotte Sophie Resen (1729–97) i Egtved i Vejle. Han var bror till den danske prästen Hans Resen Steenstrup (1770–1841). Han växte upp på godset Kjeldkær och studerade under flera år kirurgi och naturvetenskap vid Københavns universitet, men utan att ta examen. År 1797 kom han till Kongsberg i Norge för att studera vid Det Kongelige Norske Bergseminarium i Kongsberg. Han tog bergsexamen 1800. Från 1801 gjorde han en treårig studieresa på stipendium till Tyskland och Österrike för att studera järnbruk och mekaniska verkstäder, framför allt i Freiberg och Wien.
Efter återkomsten till Norge blev han gruvinspektör vid Kongsberg Sølvverk. När detta lades ned 1805, upprättades Kongsberg jernverk, vars uppbyggnad han ledde från starten 1809 och tills det privatiserades 1824. Han anlade också 1811 för statens räkning ett militärt ylle- och linne (textil)linnefaktori i Kongsberg. Han blev bergmästare 1811. Han tog initiativ till, och fick prinsregenten Kristian Fredriks uppdrag till, att 1814 anlägga Kongsbergs våpenfabrikk, som han förestod till 1824. 
Åren 1825-27 vistades Poul Steenstrup till stor del i England, där han tog patent på ett ångmaskinshjul. År 1831 blev han bergmästare i Vestre søndenfjeldske distrikt. Åren 1833-39 var chef för det återupptagna Kongsberg Sølvverk.
Han representerade denna stad 1814 i riksförsamlingen på Eidsvold, där han tillhörde självständighetspartiet, och i stortinget 1814 och 1824. 
Byster av honom avtäcktes 1914 på silververkets område (skapad av Harald Samuelsen) och på en offentlig plats i Kongsberg (skapad av Karl Skalstad).
Poul Steenstrup gifte sig 1806 med Mathea (Thea) Bernhardine Collett (1779–1847), dotter till trähandlaren Peter Collett. Han var far till uppfinnaren och företagsledaren Peter Severin Steenstrup (1807–1863).